# Kościół św. Bartłomieja Apostoła w Żelechlinku
Kościół świętego Bartłomieja Apostoła – rzymskokatolicki kościół parafialny należący do parafii pod tym samym wezwaniem (dekanat Lubochnia diecezji łowickiej).
Świątynia została zaprojektowana przez architekta Józefa Piusa Dziekońskiego. W dniu 17 października 1902 roku ksiądz dziekan German Grabowski poświęcił kamień węgielny i wmurował go na miejscu ołtarza głównego. Kościół został ufundowany przez proboszcza księdza Dominika Praźmo. Jego nagła śmierć chwilowo przerwała budowę, która została dokończona przez następnego proboszcza, księdza Stanisława Wolańskiego. W dniu 11 maja 1911 roku kościół został konsekrowany przez biskupa sufragana warszawskiego Kazimierza Ruszkiewicza. Wydarzenie to zostało upamiętnione tablicą z białego marmuru umieszczoną w prezbiterium.
Świątynia została zbudowana na planie krzyża, w stylu neogotyckim. W centralnej części prezbiterium są umieszczone obrazy: Matki Bożej Częstochowskiej i św. Bartłomieja (na zasuwie), wkomponowane w dębowy, zdobiony ołtarz główny z kilkoma wieżyczkami. Kościół posiada również ołtarze boczne, pochodzące z wcześniejszej świątyni: z XVI wieku poświęcony świętej Annie Samotrzeciej, drugi z XVII wieku poświęcony Matce Boskiej Żelechlińskiej oraz trzeci – poświęcony świętemu Antoniemu, wybudowany na pamiątkę zwycięstwa nad Szwedami.